# Jamel Khcharem
 (novembre 2020).
Si vous disposez d'ouvrages ou d'articles de référence ou si vous connaissez des sites web de qualité traitant du thème abordé ici, merci de compléter l'article en donnant les références utiles à sa vérifiabilité et en les liant à la section « Notes et références ».
Jamel Khcharem (arabe : جمال خشارم), né le 26 janvier 1982 à Sfax, est un footballeur tunisien reconverti en entraîneur. 

## Biographie

### Carrière de joueur
Jamel Khcharem est repéré à l'âge de dix ans par les recruteurs du club tunisien du Club sportif sfaxien. Il est lancé en 1999 dans le monde professionnel par son club lors de la saison 1999-2000.
En 2007, après 25 ans au sein de son club formateur, il est transféré vers un autre club du championnat tunisien.

### Carrière d'entraîneur
Fraîchement arrivé dans la vie active, Jamel Khcharem retourne dans son club formateur, le Club sportif sfaxien.
En 2011, il commence sa carrière en tant qu'entraîneur dans les différentes sections de jeunes.
En 2017, il est nommé entraîneur adjoint de l'équipe du Club sportif sfaxien, où il officie jusqu'en 2019.
En 2019, il s'envole pour le Soudan, où il est intronisé entraîneur de l'équipe d'Al Merreikh Sporting Club,,.
En février 2023, il est nommé entraîneur adjoint du club libyen de l'Al-Ahli SC. En mars, il est nommé entraîneur du club de l'Olympique de Béja. Il passe à El Gawafel sportives de Gafsa en octobre 2024.

## Carrière

### Joueur
- 1999-2007 : Club sportif sfaxien (Tunisie)
- décembre 2007-décembre 2008 : Olympique de Béja (Tunisie)[5]
- décembre 2008-janvier 2010 : Avenir sportif de Kasserine (Tunisie)[5]

### Entraîneur
- juillet 2017-juin 2019 : Club sportif sfaxien (adjoint)
- juillet 2019-novembre 2020 : Al Merreikh Sporting Club
- mars-juin 2023 : Olympique de Béja
- octobre-décembre 2024 : El Gawafel sportives de Gafsa
- depuis février 2025 : Union sportive de Ben Guerdane[6]

## Palmarès

### Joueur
Club sportif sfaxien
| - Championnat de Tunisie (1) : - Champion : 2005. - Coupe de Tunisie (1) : - Vainqueur : 2004. - Finaliste : 2000. - Coupe de la Ligue tunisienne (1) : - Vainqueur : 2003. - Finaliste : 2000. |  | - Ligue des champions de la CAF : - Finaliste : 2006. - Supercoupe d'Afrique : - Finaliste : 2007. - Coupe de l'UAFA (2) : - Vainqueur : 2000 et 2004. - Finaliste : 2005. |  | - Coupe de la confédération (1) : - Vainqueur : 2007. |

### Entraîneur
Al Merreikh Sporting Club
- Championnat du Soudan (1) :
  - Champion : 2020[7],[8],[3].

 Olympique de Béja
- Coupe de Tunisie (1) : 
  - Vainqueur : 2023[9].